# Carl Adam Stålhammar
Carl Adam Constans Stålhammar, född den 26 april 1853 i Stenberga socken, Jönköpings län, död den 16 augusti 1933 i Växjö, var en svensk militär. Han var son till Jon Stålhammar.
Stålhammar blev underlöjtnant vid Kalmar regemente 1873, löjtnant 1879, kapten 1894, major vid Första livgrenadjärregementet 1901 och överstelöjtnant där 1904. Han var överste och chef för Kalmar regemente 1910–1914. Stålhammar blev riddare av Svärdsorden 1896 och kommendör av andra klassen av samma orden 1913.